# قلعة كبيرة
```
| اسم    = قلعة كبيرة
| صورة   = Citadelle de Haidra.jpg
| تعليق  =
| نوع   = قلعة
| معماري    = 
| ارتفاع    = 
| تاريخ البناء   = 
| افتتاح    = 
| مالك    = 
| تصنيف   = 
| موقع    = 
| بلد     = 
 
تونس
 
| مدينة   = 
حيدرة

| خريطة البلد = تونس
| دائرة عرض  = 
| خط طول     = 
```

}}
قلعة كبيرة بنيت في عهد جستنيان  هو معلم أثري تونسي مصنف من قبل المعهد الوطني للتراث يقع في ولاية القصرين في الوسط الغربي التونسي، تحديدا في مدينة القصرين تم تصنيف المعلم في يوم 26 جانفي 1893.

## مقالات ذات صلة
- قائمة المعالم الأثرية المصنفة في تونس